# Nagano
Pour les articles homonymes, voir Nagano (homonymie).
Nagano (長野市, Nagano-shi) est la capitale de la préfecture de Nagano, située près de la confluence du fleuve Chikuma et de la rivière Sai sur l'île japonaise de Honshū.
Nagano était originellement un petit village formé autour d'un temple bouddhiste datant du VIIe siècle : Zenkō-ji.
La ville a accueilli les Jeux olympiques d'hiver de 1998.

## Étymologie
Le nom de la ville est formé de deux kanjis : le premier (長, naga) signifie « long » et le second (野, no) signifie « lande, ou champ ».

## Géographie

### Situation
La ville, perchée entre des montagnes de plus de 3 000 mètres d'altitude, est aussi située au confluent de la rivière Sai et du fleuve Chikuma. Plusieurs parcs nationaux situés aux alentours de la ville, comme celui de Chūbu-Sangaku, de Jōshin'etsukōgen et de Myōkō-Togakushi Renzan, complètent ce cadre naturel.
Le mont Iizuna, où se sont déroulées les compétitions de bobsleigh et de luge des Jeux olympiques d'hiver de 1998, se trouve à 10 km du centre de la ville.

### Municipalités limitrophes
| Myōkō, Otari     | Shinano, Iizuna | Nakano, Obuse |
| Hakuba, Ogawa    | Nagano          | Suzaka        |
| Ōmachi, Ikusaka, | Omi, Chikuma    | Ueda          |

### Démographie
En 2018, la population de Nagano était approximativement de 372 304 habitants avec une densité de population de 446 hab./km2. Sa superficie couvre 834,85 km2.

### Climat
Nagano a un climat continental humide aux étés chauds et aux hivers froids et neigeux. La température annuelle moyenne est de 9,3 °C. Les précipitations annuelles moyennes sont de 2 944 mm, juillet étant le mois le plus humide.

## Histoire
La naissance de la ville est liée à l'installation en 644 du temple bouddhiste Zenkō-ji. Un monzen-machi, nom donné aux quartiers établis aux abords d'un temple, se développe rapidement autour du lieu saint. Peu à peu, l'importance religieuse de ce temple s'accroît et, par la même occasion, entraîne celle du village. Un réseau routier se développe, ainsi que des auberges, rendant le commerce prospère.
Durant l'époque d'Edo, la résidence Matsushiro abrite les daimyos de l'époque, avec son école de lettres et d'art martiaux, principalement tenue par les membres du clan Sanada.
Le 1er avril 1897, la ville de Nagano est officiellement fondée.

## Administration
Depuis le 31 octobre 2021, le maire de la ville est Kenji Ogiwara, ancien double champion olympique en combiné nordique.

### Jumelage
- Clearwater (États-Unis) depuis 1959
- Shijiazhuang (Chine) depuis 1981
- Kanazawa (Japon) depuis 2007

## Économie
Nagano est le centre de l'industrie nationale du semi-conducteur et de l'informatique.
La ville est connue pour ses productions de pommes, d'oyaki et de sarrasin.

## Transport
La gare de Nagano est le principal point d'échange de la ville, notamment desservie par la ligne Shinkansen Hokuriku.

## Éducation

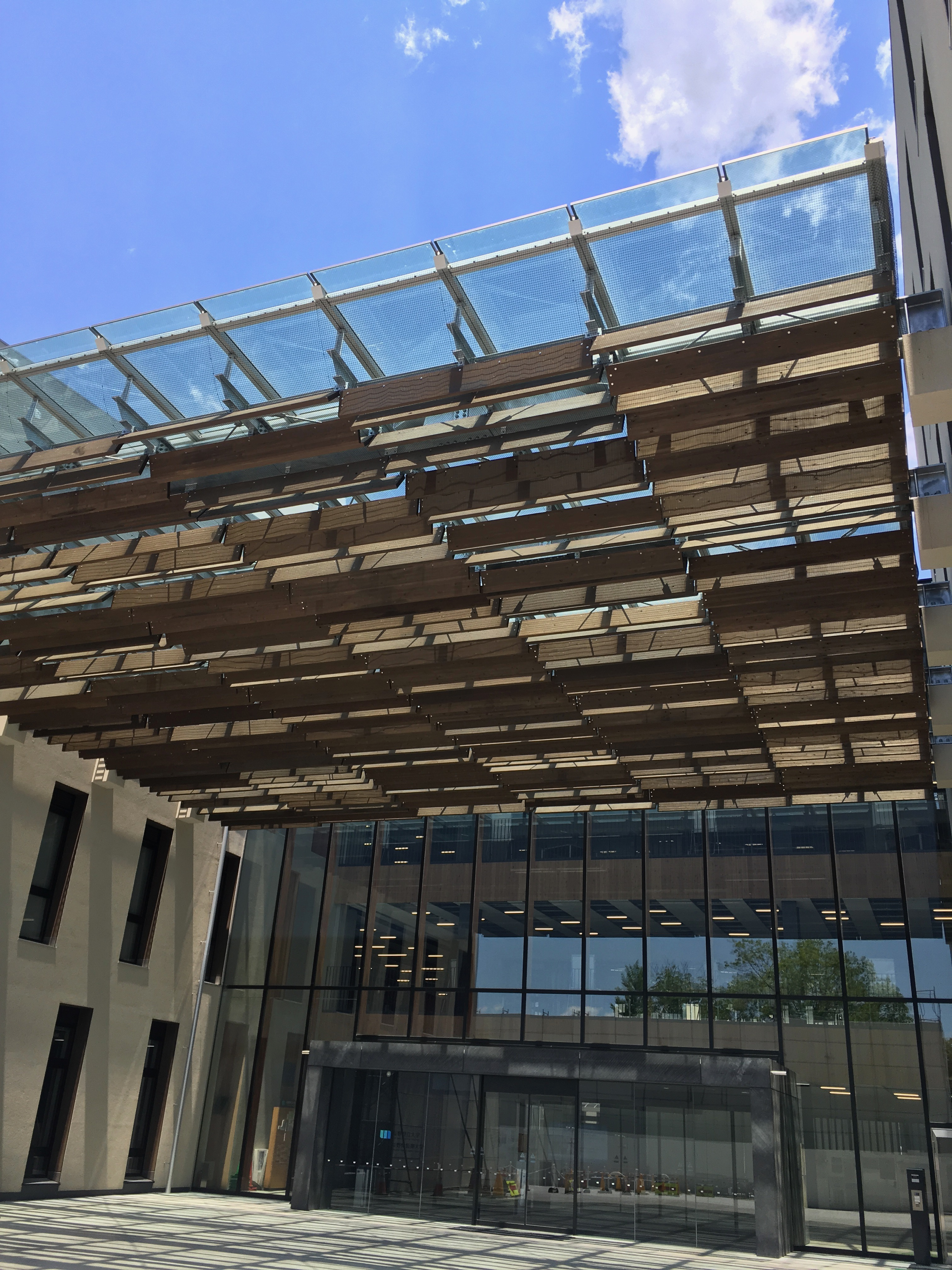
L'université de Nagano

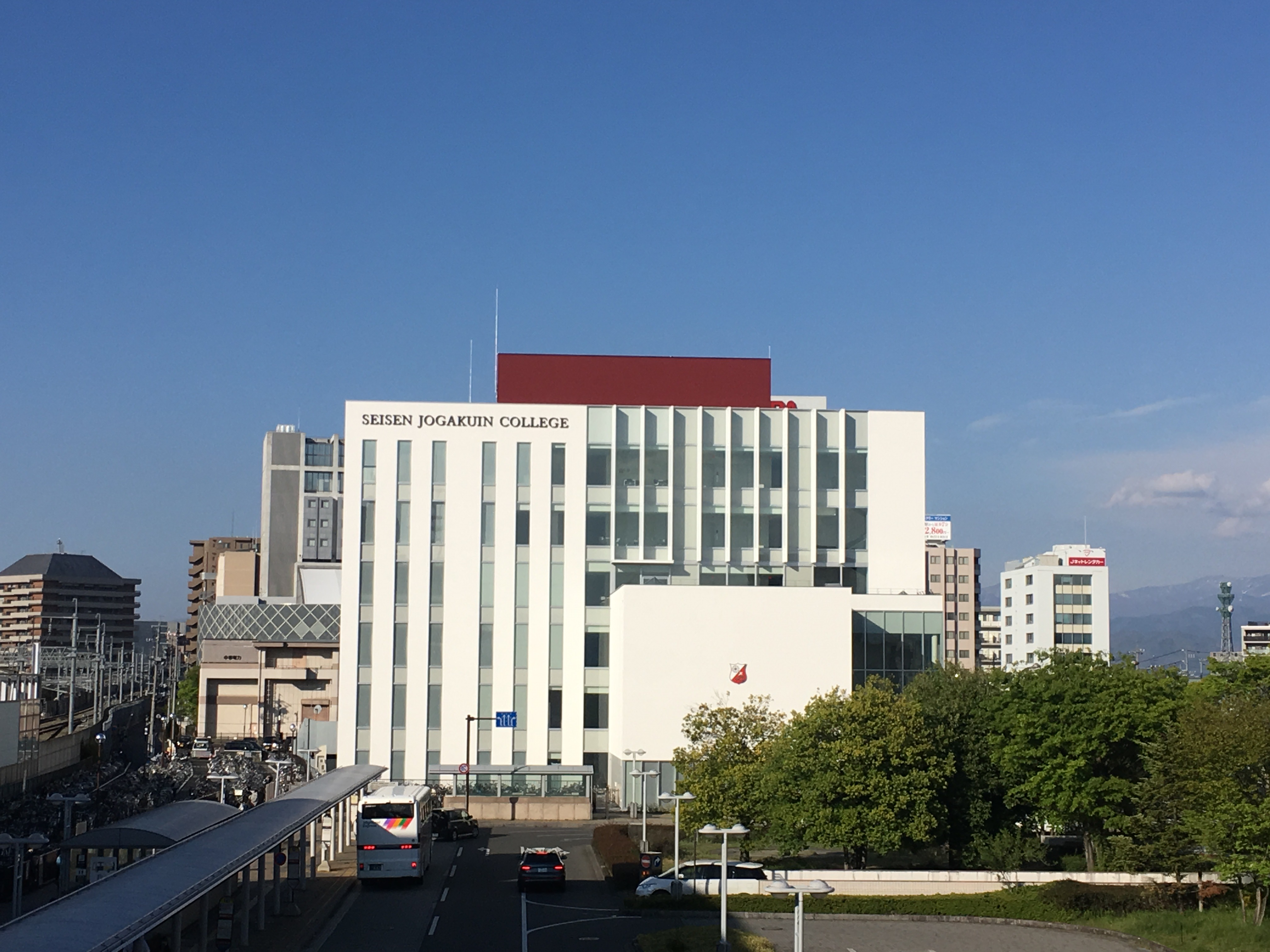
L'université Seisen Jogakuin

L'éducation a depuis longtemps été l'un des points forts de la ville. En 1876, plus de 63 % des écoliers terminaient leurs études, l'un des taux les plus élevés du pays. Aujourd'hui, plusieurs établissements scolaires d'époque ont été conservés et classés comme trésors culturels.
La ville compte trois universités : l'université de Nagano, l'université Seisen Jogakuin et l'université Shinshū (un de ses campus).

## Culture et patrimoine

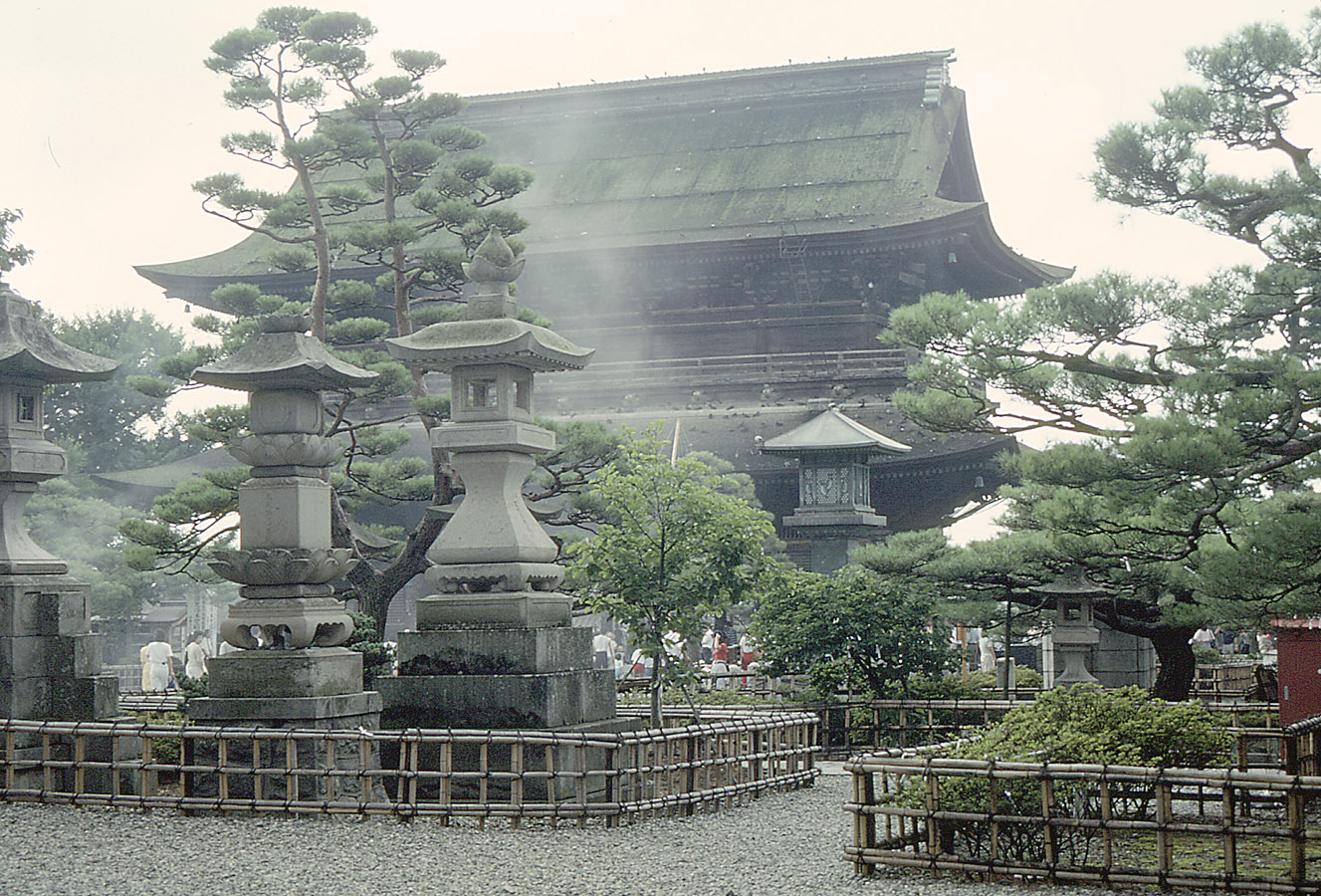
Vue du Zenkō-ji.

- Zenkō-ji : temple construit il y a plus de 1 400 ans qui fait partie des trésors nationaux du Japon.

En 1998, les moines du temple Zenkō-ji ont pris la décision de ne pas participer au relais de la flamme olympique 2008 en solidarité avec le peuple tibétain,. Le temple a été vandalisé quelques jours plus tard.
- Batailles de Kawanakajima : lieu de plusieurs batailles du Japon médiéval.
- Togakushi-jinja : sanctuaire historique au sein du parc national de Joshin'etsukogen.
- Château de Matsushiro : ancien château du clan Sanada, daimyo du domaine de Matsushiro[6]. Le site est un lieu historique national enregistré par le gouvernement japonais.
- Obuse : est un bourg du district de Kamitakai, 15 km de la gare de Nagano, où il y a un musée consacré au peintre japonais Hokusai.
- Ōoka : ancien village qui a fusionné avec la ville.
- Marathon de Nagano
- Parc aux singes de Jigokudani : zone montagneuse à l'est de Nagano abritant un lac d'eau chaude où les singes se baignent afin de maintenir leur température en hiver

### Symboles municipaux
La bannière de Nagano est composée du sinogramme initial stylisé du nom de la ville : « 長 ». Ce motif, aux formes arrondies et de la couleur du bambou, représente une nature aux ressources abondantes et le développement harmonieux d'une ville assuré par des habitants unis.
L'arbre symbole de la municipalité de Nagano est le tilleul du Japon (Tilia japonica) et sa fleur symbole la fleur du pommier.

## Personnalités liées à la commune
- Kiyoshige Koyama (1914-2009), compositeur
- Kazuo Aoki, homme politique
- Joe Hisaishi, compositeur
- Haruyo Ichikawa, actrice
- Toshimi Kitazawa, homme politique
- Kobayashi Issa, poète de haïku.
- Kei Kobayashi, chef trois étoiles au Guide Michelin
- Takeru Kobayashi, compétiteur d'Alimentation sportive
- Kenji Kosaka, homme politique
- Isao Kuraishi, acteur
- Tadamichi Kuribayashi, général de l'Armée impériale japonaise
- Seegan Mabesoone, poète de haïku.
- Emi Nitta, actrice
- Shusei Tanaka, homme politique
- Adachi Yuto, chanteur du Boys Band sud-coréen Pentagon
- Makoto Shinkai, réalisateur de film d'animation japonais
- Eiji Aonuma, créateur de jeu vidéo